# Лепетани
Лепетани су насељено мјесто у општини Тиват у Црној Гори. Према попису из 2023. било је 193 становника.

## Географија
Лепетани се налазе у заливу Бока которска на источној страни Верига, теснаца који повезује тиватски и которски залив.

## Историја
У средњем веку подручје Лепетана звало се „Крај Св. Ловијенца“ по цркви истога имена која се ту (на месту Плавда) налазила, а која је везана за легенду о браћи мученика (Андрије, Петра и Ловријенца), чије се мошти и данас чувају у дубровачкој катедрали под именом „Петиловренци“. Данашње насеље је добило име по надимку перашке породица „Лепетанус“ које су се ту имале своје летњиковце. Заселак Лепетана - Веће Брдо помиње се још 1439. године.
Све до прве половине XX века у Лепетанима је био чувени каменолом црвеног камена којим су поплочане многе терасе и тргови у насељима широм Бока которске. Лепетане је родно место познатог државника Лазара Томановића (1845 – 1932).
Данас се у Лепетанима налази трајектни прелаз (Лепетане – Каменари), који скраћује пут од Будве до Херцег Новог за око 22 km.

## Демографија
У насељу Лепетани живи 149 пунолетних становника, а просечна старост становништва износи 39,5 година (39,8 код мушкараца и 39,2 код жена). У насељу има 67 домаћинстава, а просечан број чланова по домаћинству је 2,90.
Становништво у овом насељу веома је хетерогено, а у последња три пописа, примећен је пад у броју становника.
|  |

| Демографија | Демографија | Демографија |
| Година      | Становника  | Становника  |
| ----------- | ----------- | ----------- |
|             |             |             |
|             |             |             |
|             |             |             |
|             |             |             |
| 1948.       | 269         |             |
| 1953.       | 289         |             |
| 1961.       | 288         |             |
| 1971.       | 243         |             |
| 1981.       | 233         |             |
| 1991.       | 221         | 218         |
| 2003.       | 199         | 194         |
|             |             |             |

| Етнички састав према попису из 2003.‍ | Етнички састав према попису из 2003.‍ | Етнички састав према попису из 2003.‍ | Етнички састав према попису из 2003.‍ | Етнички састав према попису из 2003.‍ |
| ------------------------------------ | ------------------------------------ | ------------------------------------ | ------------------------------------ | ------------------------------------ |
|                                      |                                      |                                      |                                      |                                      |
| Хрвати                               | Хрвати                               |                                      | 63                                   | 32,47%                               |
| Срби                                 | Срби                                 |                                      | 59                                   | 30,41%                               |
| Црногорци                            | Црногорци                            |                                      | 50                                   | 25,77%                               |
| Словенци                             | Словенци                             |                                      | 3                                    | 1,54%                                |
| Македонци                            | Македонци                            |                                      | 2                                    | 1,03%                                |
| Немци                                | Немци                                |                                      | 1                                    | 0,51%                                |
| Муслимани                            | Муслимани                            |                                      | 1                                    | 0,51%                                |
| непознато                            | непознато                            |                                      | 1                                    | 0,51%                                |

| Година пописа     | 1948. | 1953. | 1961. | 1971. | 1981. | 1991. | 2003. |
| ----------------- | ----- | ----- | ----- | ----- | ----- | ----- | ----- |
| Број домаћинстава | 78    | 80    | 79    | 66    | 70    | 67    | 67    |

| Број чланова      | 1  | 2  | 3  | 4  | 5  | 6 | 7 | 8 | 9 | 10 и више | Просек |
| ----------------- | -- | -- | -- | -- | -- | - | - | - | - | --------- | ------ |
| Број домаћинстава | 67 | 14 | 14 | 17 | 14 | 5 | 1 | 2 | 0 | 0         | 0      |

| Пол    | Укупно | Неожењен/Неудата | Ожењен/Удата | Удовац/Удовица | Разведен/Разведена | Непознато |
| ------ | ------ | ---------------- | ------------ | -------------- | ------------------ | --------- |
| Мушки  | 78     | 25               | 47           | 4              | 2                  | 0         |
| Женски | 82     | 20               | 50           | 11             | 1                  | 0         |
| УКУПНО | 160    | 45               | 97           | 15             | 3                  | 0         |

| Пол    | Укупно                    | Пољопривреда, лов и шумарство | Рибарство                            | Вађење руде и камена | Прерађивачка индустрија       |
| ------ | ------------------------- | ----------------------------- | ------------------------------------ | -------------------- | ----------------------------- |
| Мушки  | 36                        | 0                             | 0                                    | 0                    | 1                             |
| Женски | 28                        | 0                             | 0                                    | 0                    | 0                             |
| УКУПНО | 64                        | 0                             | 0                                    | 0                    | 1                             |
| Пол    | Производња и снабдевање   | Грађевинарство                | Трговина                             | Хотели и ресторани   | Саобраћај, складиштење и везе |
| Мушки  | 4                         | 0                             | 2                                    | 2                    | 7                             |
| Женски | 1                         | 0                             | 7                                    | 0                    | 0                             |
| УКУПНО | 5                         | 0                             | 9                                    | 2                    | 7                             |
| Пол    | Финансијско посредовање   | Некретнине                    | Државна управа и одбрана             | Образовање           | Здравствени и социјални рад   |
| Мушки  | 0                         | 1                             | 14                                   | 0                    | 2                             |
| Женски | 0                         | 1                             | 6                                    | 4                    | 6                             |
| УКУПНО | 0                         | 2                             | 20                                   | 4                    | 8                             |
| Пол    | Остале услужне активности | Приватна домаћинства          | Екстериторијалне организације и тела | Непознато            | Непознато                     |
| Мушки  | 3                         | 0                             | 0                                    | 0                    | 0                             |
| Женски | 3                         | 0                             | 0                                    | 0                    | 0                             |
| УКУПНО | 6                         | 0                             | 0                                    | 0                    | 0                             |